# Doon Arbus
Œuvres principales
The Sixties (1999), Diane Arbus: A Chronology (2011), The Caretaker (2020)
Doon Arbus, née le 3 avril 1945 à New York, est une écrivaine, dramaturge et journaliste américaine.

## Biographie
Doon Arbus est la fille aînée de l'acteur Allan Arbus et de la photographe Diane Arbus. Elle est âgée de vingt-six ans lorsque sa mère se suicide. Elle devient alors responsable de la gestion de la succession de sa mère. Elle contribue à cinq ouvrages sur l'œuvre de Diane Arbus, dont An Aperture Monograph (1972) et Revelations (2003),. Elle a également organisé de nombreuses expositions photographiques en collaboration avec le Metropolitan Museum of Art, le San Francisco Museum of Modern Art ou encore le centre d'art du Jeu de Paume,,,. 

## Carrière professionnelle
Dans les années 1960, en tant que journaliste indépendante, Doon Arbus œuvre aux côtés d'autres écrivains comme Tom Wolfe, Jimmy Breslin et Robert Benton, à New York, le supplément dominical du New York Herald Tribune, l'un des premiers partisans du Nouveau Journalisme,,. Ses articles ont également été publiés dans Rolling Stone, The Nation et Cheetah,.
En 1966, l’article James Brown Is Out of Sight, est l’un des premiers articles dédié à la légende du R&B. Celui-ci figure dans The James Brown Reader: 50 Years of Writing about the Godfather of Soul édité en 2008,.
Doon Arbus est une collaboratrice de longue date de Richard Avedon, avec qui elle coécrit les livres Alice in Wonderland: The Forming of a Company and the Making of a Play (1973) et Avedon : The Sixties (1999),,. Sa pièce, Third Floor, Second Door on the Right, a été produite au Cherry Lane Theatre par le New York International Fringe Festival en 2003,,.
En 2020, Doon Arbus publie son premier ouvrage The Caretaker chez New Directions.

## Publications
- Diane Arbus: An Aperture Monograph (40th Anniversary ed.), Doon Arbus, Aperture, 184p, 1972,  (ISBN 978-1-59711-174-4)
- Alice in Wonderland: The Forming of a Company, The Making of a Play, Richard Avedon, Doon Arbus, E. P. Dutton,176p, 1973,  (ISBN 978-0-8830650-0-6)
- Magazine Work, Diane Arbus, Doon Arbus, Aperture, 176p, 1984,   (ISBN 978-0-89381-233-1)
- Untitled, Diane Arbus, Doon Arbus,  Aperture, 112p, 1995,   (ISBN 978-1-59711-190-4)
- The Sixties, Richard Avedon, Doon Arbus, Random House, 240p, 1999,  (ISBN 978-0-6794092-3-6)
- Diane Arbus Revelations, Diane Arbus, Doon Arbus, Elisabeth Sussman, Random House, 352p, 2003,  (ISBN 978-0-3755062-0-8)
- Diane Arbus: A Chronology, Doon Arbus, Elisabeth Sussman, Aperture, 192p, 2011,  (ISBN 978-1-59711-179-9)
- The Caretaker, Doon Arbus, New Directions, 144p, 2020,  (ISBN 978-0811229494)

- traduit en français sous le titre Le Gardien par Christian Garcin, éditions Rivages, 2022